# Миноносцы типа S-131
Эскадренные миноносцы типа S-131 — тип эскадренных миноносцев (по официальной классификации германского флота — больших миноносцев), состоявший на вооружении Военно-морского флота Германии в период Первой мировой войны. Всего было построено 9 больших миноносцев этого типа (по мобилизационной программе 1916 года).
Во время Первой мировой войны все 9 миноносцев этого типа уцелели, впоследствии они были либо интернированы и затоплены в Скапа-Флоу, либо вошли на короткий срок (до ноября 1919 года) в состав Рейхсмарине, после чего были проданы (S-133 — S-135, S-139).

## Энергетическая установка
На кораблях типа в качестве ГЭУ были установлены две турбины Шихау общей мощностью 25 900 л. с., 1 нефтяной военно-морской котёл, 2 двухсторонних военно-морских нефтяных котла. Максимальные запасы топлива на миноносцах типа составляли 300 тонн нефти.

## Вооружение
Миноносцы вооружались 3х1 105-мм орудиями. Торпедное вооружение эсминцев состояло из 6х1 500-мм торпедных аппаратов.